# Parapsammophila herero
Parapsammophila herero là một loài côn trùng cánh màng trong họ Sphecidae, thuộc chi Parapsammophila. Loài này được Arnold miêu tả khoa học đầu tiên năm 1928.